# Gertrud Bäumer
Gertrud Bäumer (Hohenlimburg el 12 de septiembre de 1873; Gadderbaum el 25 de marzo de 1954) fue una política que participó de forma activa en el movimiento feminista. Fue diputada del Partido Democrático Alemán desde 1919 hasta 1932 y, en 1920, se convirtió en la primera mujer que accedió al cargo de consejera del Ministerio del Interior del Reich.

## Vida

### Primeros años y formación
Gertrud Bäumer procedía de una familia de párrocos. Su bisabuelo, Wilhelm Bäumer (1783 - 1848), fue párroco en Bodelschwingh, un pequeño pueblo cercano a Dortmund. Como miembro de las autoridades eclesiásticas, abogó por la continuidad de la constitución presbiteriana sinodal en la provincia prusiana de Westfalia, fundada en 1815, y después en toda Prusia. A través de estas acciones Wilhelm Bäumer, que mantuvo incluso correspondencia con el filósofo Friedrich Schleiermacher (1768 - 1834), se convirtió en una figura esencial del primer constitucionalismo eclesiástico y político.
Tras la temprana muerte de su padre Emil (1845 - 1883), Gertrud Bäumer, que tenía diez años, se mudó con su madre, Carolina (1850 - 1929), nacida Schede, y sus dos hermanos a la casa de su abuela. En sus memorias Bäumer describe el vacío que sentía su madre y la dependencia económica de los familiares como una experiencia difícil pero didáctica. Respecto al hastío de la casa de su abuela escribe: «¿La vida de esta mujer era una espiral que giraba en torno a su propio eje?». Por estos motivos, como ella misma afirmó, muy pronto tomó la decisión de ejercer una profesión: «Quería y debía, por motivos económicos, ser maestra».
Estudió en un colegio de niñas en Halle (Saale) y posteriormente se formó para ser maestra en Magdeburgo. A partir de 1894 impartió clases en las escuelas de Halberstadt, Kamen y Magdeburgo, lo que le permitió mantener económicamente a su madre. Poco después, gracias a un antiguo compañero, se puso en contacto con la Asociación General de Maestras de Alemania (Allgemeinen Deutschen Lehrerinnenverein, ADLV), cuya presidenta, Helene Lange, le causó una impresión muy positiva, tanto profesional como personal. En 1898 se marchó a Berlín para realizar el examen para docentes que se exigía para poder ingresar en los estudios de Magisterio. Por aquel entonces en Prusia las mujeres sólo eran admitidas en estudios universitarios si contaban con el consentimiento de varios profesores. La admisión de mujeres no se aprobó de manera oficial hasta 1908.
Como no recibió beca de la familia Hoffmann, al contrario que los varones de su familia, Bäumer se vio obligada a pagarse su propia carrera. Entre otras fuentes, sufragó sus estudios gracias a las publicaciones que realizaba para el movimiento feminista.
En la Universidad de Berlín estudió teología, lengua alemana, filología y economía nacional. Allí se doctoró en 1904 con una tesis sobre la obra Satyros de Goethe.

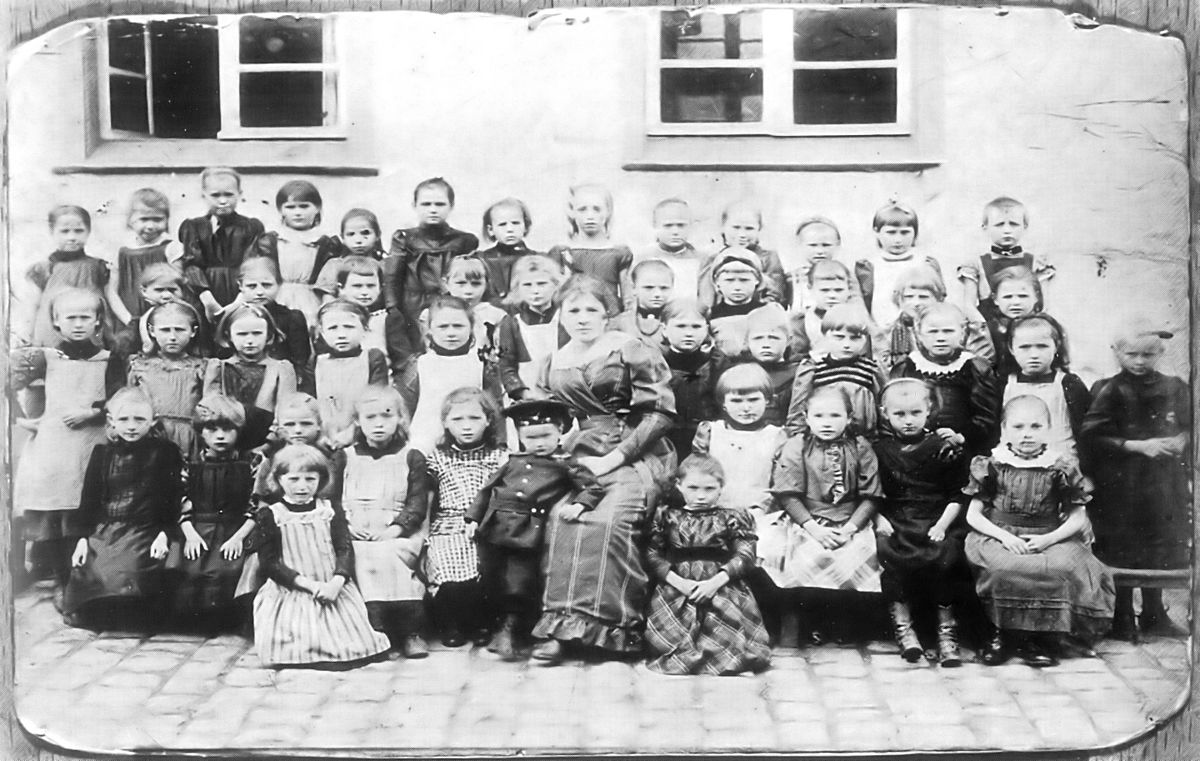
Gertrud Bäumer con sus alumnos de primaria de Kamen (Alemania), 1894

### Helene Lange y su trabajo para el movimiento feminista
Como muchas mujeres de su época, Bäumer se acercó al movimiento feminista  a través de su trabajo como maestra, pues uno de los primeros objetivos del movimiento fue que todas las mujeres tuviesen acceso a la educación. En Berlín tuvo la oportunidad de estrechar su contacto con Helene Lange, líder indiscutible del movimiento de maestras. Cuando en 1898, poco después de su llegada, Bäumer se enteró a través de un conocido de que Lange tenía cada vez más problemas en su trabajo debido a una enfermedad ocular, se ofreció como asistente. En muy poco tiempo realizaron numerosas colaboraciones periodísticas y forjaron una intensa amistad, que dio lugar a una relación que se mantuvo hasta la muerte de Helene Lange en 1930.
Lange enseguida reconoció el potencial intelectual y el extraordinario rendimiento de la joven Gertrud Bäumer y tomó la decisión de nombrarla su sucesora. A petición de Lange, Bäumer ascendió rápidamente a puestos directivos en la Federación de Asociaciones de Mujeres Alemanas (BDF). En 1910 sustituyó a Marie Stritt  como presidenta, ocupando el cargo hasta 1919. A partir de ahí fue la figura más influyente de la asociación. Durante la guerra, desempeñó un papel decisivo en la creación del Servicio Nacional de Mujeres, una organización que pretendía coordinar el suministro de alimentos y el trabajo voluntario de las mujeres en la guerra dentro de la industria y el comercio.
Su principal tarea en favor del movimiento femenino se desarrolló en la Federación de Asociaciones de Mujeres y en la revista mensual Die Frau, considerada altavoz del movimiento femenino burgués. Además, en 1916, ella y Marie Baum crearon en la ciudad de Hamburgo una institución destinada a la formación técnica de enfermeras en entornos desfavorecidos: se trataba de la «Soziale Frauenschule und Sozialpädagogisches Institut». La intensa y estrecha cooperación con las antiguas alumnas dio lugar a repetidos encuentros entre docentes y estudiantes a lo largo de los años. Bäumer y Baum fueron responsables de esta escuela hasta el año 1920.

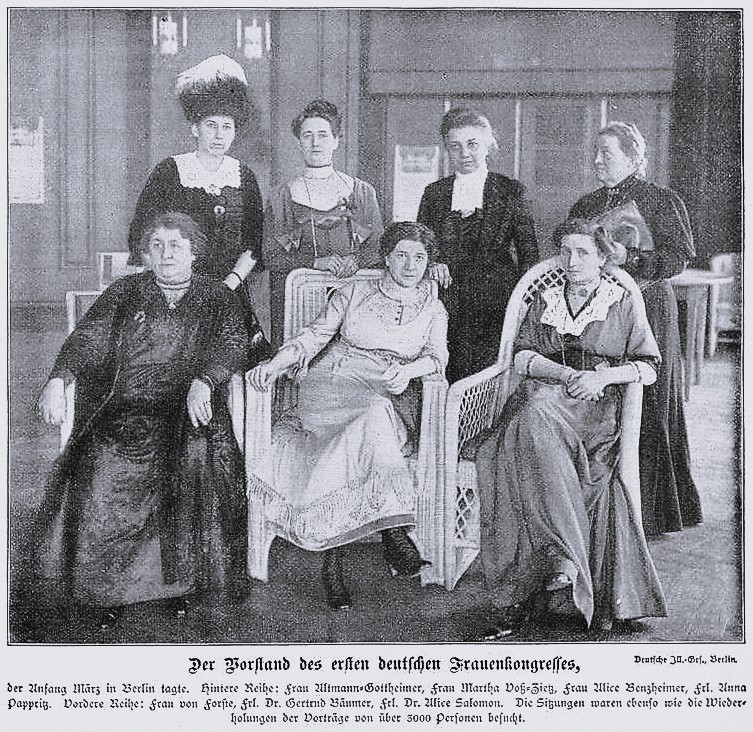
Comité ejecutivo del primer Congreso de Mujeres Alemanas en Berlín a principios de marzo de 1912. En la fila de atrás, desde la izquierda: Elisabeth Altmann-Gottheiner, Martha Voss-Zietz, Alice Bensheimer, Anna Pappritz. En primera fila, desde la izquierda: Helene von Forster, Gertrud Bäumer, Alice Salomon.

### Vida política
Gertrud Bäumer fue una de las representantes del feminismo de la diferencia que atribuían al «principio femenino» la tarea de contribuir a la humanización de la vida. En política se identificaba con el socioliberalismo de Friedrich Naumann y trabajó estrechamente con esta corriente desde 1906. A partir de 1912 fue la redactora responsable de la sección cultural de su revista Die Hilfe (La ayuda), fundada en 1894. Tras la muerte de Naumann en 1919, ella fue durante un tiempo la única editora. Bäumer y Naumann no solo fueron compañeros de trabajo, sino que forjaron también una gran amistad.

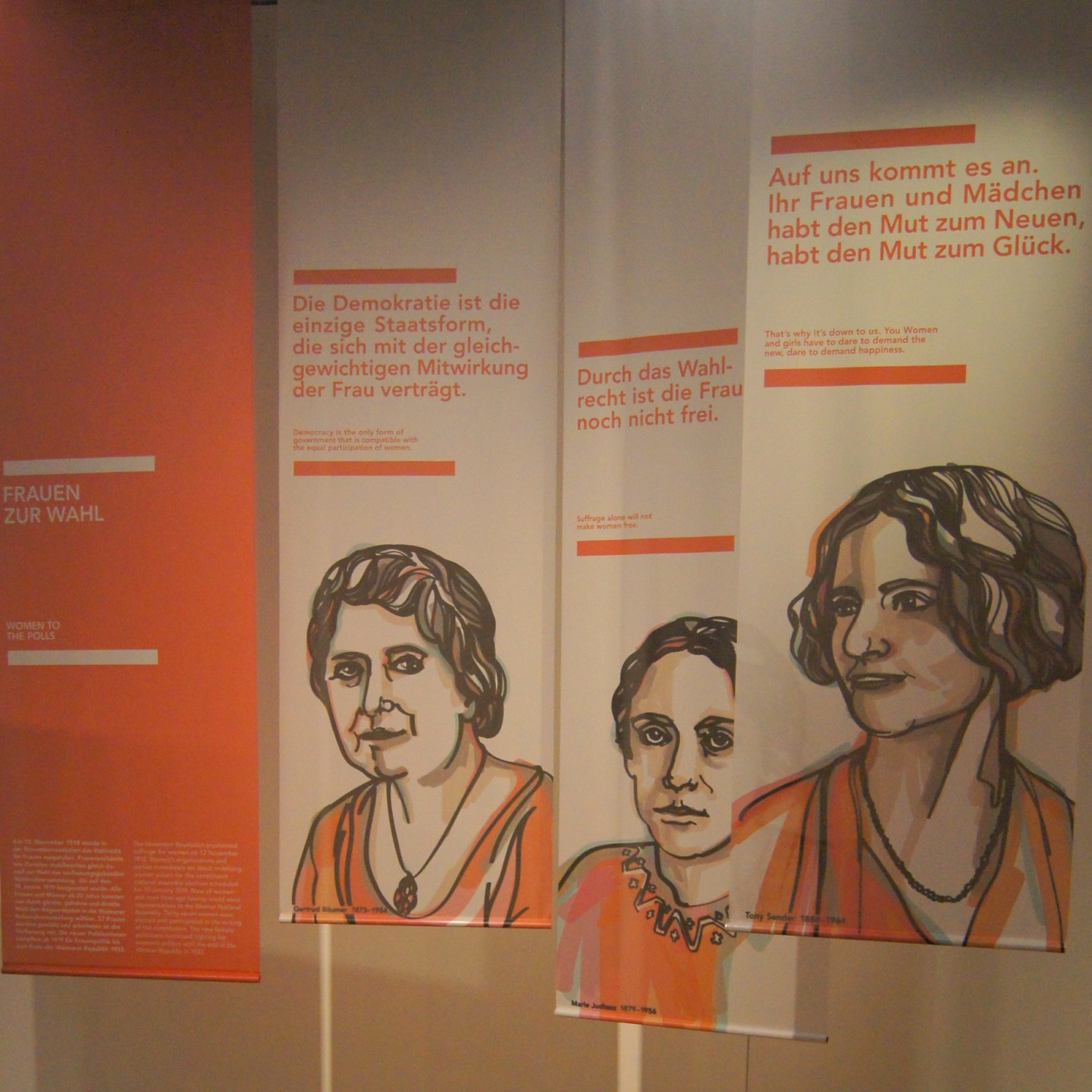
Pancarta "Mujeres por la elección" en la exposición especial Damenwahl, Museo de Historia de Fráncfort. Gertrud Bäumer aparece en el extremo izquierdo.

Después de que en 1908 se modificase la ley sobre el derecho de asociación en Prusia, que hasta entonces prohibía que las mujeres entraran en partidos políticos, Gertud Bäumer y Helene Lange se afiliaron al partido Freisinnige Vereinigung (Unión Librepensadora), en la que Naumann también militaba desde 1903 y que más adelante derivaría en el partido liberal de izquierdas Fortschrittliche Volkspartei (FVP). En 1919 Baümer fundó junto con Naumann y otro grupo de personas el Deutsche Demokratische Partei (DDP), del que fue vicepresidenta desde 1920 hasta 1930.
En 1919 entró en la Asamblea Nacional de Weimar, en la que permaneció durante un mandato desde 1920 hasta 1932; entre 1930 y 1932, como miembro del Deutsche Staatspartei (DStP), que se había fusionado poco antes con la Deutsche Demokratische Partei. No se presentó ya a las elecciones de 1932. En 1920 fue nombrada consejera ministerial en el Ministerio del Interior, donde era responsable de políticas juveniles y de educación. Además, desde 1926 hasta 1933, fue delegada del gobierno alemán para la Sociedad de Naciones en su sede en Ginebra.

### Vida de escritora
En 1933, cuando los nacionalsocialistas la desposeyeron de todos sus cargos, Baümer decidió estudiar historia, viajar y trabajar como escritora. En el otoño de 1933 escribió su autobiografía política Lebensweg durch eine Zeitenwende, que ella consideraba «un análisis intelectual del nacionalsocialismo». A comienzos de 1934 se mudó a la localidad silesia de Gießmannsdorf (hoy Gościszów) con su segunda compañera sentimental, Gertrud von Sanden (1881 - 1940). En una carta a su tío Werner Schede trató el dilema que le supondría continuar su trabajo para los nacionalsocialistas:
«Me han despedido con la pensión y con una deducción de mi anterior trabajo como docente. Personalmente, esta es la solución más clara. Si estuviera en el cargo, ahora me encargaría, por ejemplo, de confeccionar los decretos sobre los niños judíos en las escuelas o el inminente decreto para las clases de historia, que difama todo lo que ha ocurrido desde entonces [i.O.]. La verdad es que eso sería imposible para mí».

– Carta del 28 de abril de 1933
A pesar de la prohibición de hablar en público impuesta contra ella en 1939, Bäumer siguió dando discursos, sobre todo en círculos evangélicos. «Su hogar se convirtió en un punto de encuentro para amigos y en un refugio para perseguidos políticos». En contra de las duras críticas de sus compañeras Dorothee von Velsen, Anna Pappritz y Marie-Elisabeth Lüders, decidió seguir publicando junto a Frances Magnus-von Hausen su revista Die Frau, a pesar de que esta con el tiempo comenzó a exigirle mayores concesiones, por ejemplo, que incluyera entre sus páginas contenido nacionalsocialista.

### La posición de Gertrud Bäumer sobre el nacionalsocialismo antes de 1933
Hasta 1933 Gertrud Bäumer había publicado sus ensayos políticos diarios principalmente en la revista Die Hilfe. Esta revista, que estaba estrechamente vinculada a través de sus trabajadores al Partido Democrático Alemán (DDP) y se consideraba un foro del círculo nacional-social que giraba en torno a Naumann, dedicó cada vez mayor atención al ascendente fenómeno del nacionalsocialismo.

En otoño de 1923, a medida que se iban conociendo en Baviera los rumores de una «marcha sobre Berlín» (siguiendo el modelo de la Marcha de Mussolini sobre Roma) y los planes de conspiración entre Hitler y parte de la cúpula del Reichswehr, Gertrud Bäumer describió los acontecimientos en Baviera como:
«[...] una lucha sin escrúpulos por el poder por parte de esas personas, para las que la nación sólo vale en la medida en que pueden gobernarla, hoy como antes de la Guerra Mundial. Y la buena y crédula burguesía corre tras ellos y, con el tributo de sus sufrimientos, sus esperanzas defraudadas y sus buenos sentimientos patrióticos, hace de un movimiento popular un golpe de estado de la vieja "sociedad"».
Cuando el 9 de noviembre de 1923 se produjo el golpe de Estado de Hitler, Bäumer comentó con resignación:
«Peor que este tragicómico juego de malabares es el hecho de que esta ofensiva de clase ha penetrado también en los partidos republicanos y ha roto o al menos paralizado su fuerza para la defensa de la república. Los gobernantes económicos en Alemania son, en el mejor de los casos, republicanos de la razón».
Con el creciente éxito del “movimiento”, advirtió que «la victoria política de esta ola de sentimientos [...] [sería] el colapso alemán. Más peligroso que estos estados de ánimo en sí mismos es el hecho de que incluso aquellos que no los comparten no ven toda su peligrosidad».

Calificó el Mein Kampf de Hitler como un libro «asombrosamente confuso»; su juicio sobre el nacionalsocialismo siguió siendo negativo:
«El nacionalsocialismo, sea cual sea su valor, será más destructivo que constructivo mientras sus dirigentes actúen de forma irresponsable: irresponsable en el menosprecio de los adversarios sin ningún sentido de la verdad, irresponsable en la presentación demagógico-falsificada de la situación alemana y de la relación de fuerzas, irresponsable en la "apelación al cerdo que hay en el hombre" sin escrúpulos, como se dijo con razón en el Reichstag, irresponsable en la explotación sin límites de la incapacidad de juzgar y en el abuso de las fuerzas decentes y puras».
Ella misma esperaba una renovación del centro, aunque era consciente de que un perfil político común de «centro» difícilmente podría materializarse debido a la desunión de los partidos. La base para ello debía ser siempre «preservar la libertad civil de acuerdo con el espíritu de la Constitución». No obstante, Bäumer no rechazó sin evaluarlas todas las ideas e ideales del nacionalsocialismo. Era consciente de que el éxito de los nacionalsocialistas no solo provenía de su «técnica para gestionar a la masa». El conglomerado de ideas presente en la ideología nazi apelaba a una variedad de intereses diferentes. Si bien no cabía discusión alguna sobre el cruel antisemitismo y la «infame propaganda de la política interna» de este partido que quería convertirse en un «movimiento», era indiscutible que el Partido Nacionalsocialista Obrero Alemán (NSDAP, por sus siglas en alemán) podía suplir una deficiencia en la política de partidos, aunque solo fuese con promesas. Bäumer se tomó en serio la crisis que, en su opinión, había revelado el alzamiento del nacionalsocialismo. Para ella era importante reformar el parlamentarismo, ya que consideraba que amenazaba con evolucionar en un cuestionable particularismo de intereses.

La similitud semántica entre los términos «social-nacional», como se denominaba el círculo en torno a la revista Die Hilfe, y «nacionalsocialista» del NSDAP, atrajeron una atención muy especial sobre este partido. Sin embargo, para Gertrud Bäumer existía una diferencia fundamental: mientras que con Naumann «el nacionalsocialismo y la democracia» se unían y, de esta forma, salían adelante, los «epígonos de Hitler», a los que Bäumer describía como «matones histéricos», la enfurecían con sus «fantasías económico-políticas pequeño-burguesas»:
«Si lo que hoy se autodenomina nacionalsocialismo no subsistiera de forma superficial y desencaminada en su corriente de pensamiento, arraigada bajo el nivel tras el que han trabajado los antiguos nacionalsocialistas, la juventud sensata, que en tiempos oscuros busca un objetivo y un camino que seguir, debería hallar aquí una conexión: remodelando y reorganizando cosas particulares, pero siguiendo la idea general que aparta al socialismo de la estrechez marxista y lo concibe como la misión de crear la nación desde dentro».
Tras presenciar el 13 de octubre de 1930 el espectáculo de los diputados del NSDAP desfilando con el uniforme del partido en la apertura del Parlamento, escribió: «Una acalorada protesta se alza unida a la voluntad de violencia que se expresa de forma apabullante en el desfile de esta tropa». Gertrud Bäumer se negó a discutir sobre el contenido de la ideología nacionalsocialista o a cooperar con el partido. Se trataba, más bien, de liderar la lucha:
«[…] contra un poder que, a expensas del respeto a la conciencia viva del individuo y silenciando por la fuerza cualquier otra opinión, pretende reemplazar al ciudadano por el soldado político, algo poco alemán y germánico en su esencia. Únicamente combatiendo sin miramientos esta nueva versión germano-centrista de un bizantinismo atroz podrá liberarse algún día este movimiento genuino y fuerte de una mezcla dañina y tan poco racial».
Aunque más tarde insegura, la actitud crítica de Bäumer con el nacionalsocialismo es síntoma de su enfoque reformista y partidario del Estado: sus esfuerzos se dirigían a mejorar el sistema, fuese cual fuese. Sin embargo, durante la época del nacionalsocialismo, hizo concesiones que resultaban intolerables para la mayoría de sus camaradas del movimiento feminista.

### El nacionalsocialismo, la Segunda Guerra Mundial y la posguerra
Tras ser destituida de su cargo en 1933, Bäumer se trasladó a Gießmannsdorf con Gertrud von Sanden y allí se dedicó a la literatura. Durante los años siguientes emprendió viajes de estudios a Suiza y a Italia con Ludwig Nießen e Isabel Hamer, la hija de von Sanden. En 1936 escribió su extensa obra Adelheid – Mutter der Königreiche. Pese a mostrar cierta actitud versátil con la censura y las exigencias de la prensa, Bäumer siempre creyó que se podría seguir transmitiendo contenido feminista a través de la publicación Die Frau, una esperanza que la mayoría de sus antiguas compañeras ya habían abandonado. Por otra parte, autoras como Anna Pappritz, Marie-Elisabeth Lüders, Alice Salomon o Dorothee von Velsen, la acusaron de comportarse con tibieza ante el antisemitismo nacionalsocialista. Tales debates no fueron, sin embargo, la causa del final de la publicación: en 1944 Bäumer y Frances Magnus-von Hausen dejaron de publicar Die Frau debido a la falta de papel.
En el invierno de 1945 Bäumer huyó junto al nieto de su compañera, que mientras tanto había fallecido, a Saalfeld y más tarde a Bamberg. Sus intentos de colaborar en la reconstrucción política de la República Federal de Alemania y, especialmente, en la reconstrucción del movimiento feminista, fracasaron. Dentro el movimiento su actitud tibia ante el nacionalsocialismo se tachaba de oportunista y su visión del feminismo no era ya considerada moderna. Participó también de forma activa en la fundación de la Unión Social Cristiana (CSU), y dio algunas conferencias, especialmente teológicas e históricas. No obstante, pronto empezó a padecer de ateroesclerosis y la enfermedad imposibilitó, poco a poco, la vida pública.
En 1949 Gertrud Bäumer se mudó a Bad Godesberg con su hermana Else Bäumer (1875-1959 y, a principios de 1954, fue internada en el centro psiquiátrico Bodelschwingh en Bethel (Bielefeld), donde murió el 25 de marzo del mismo año. Allí se encuentra actualmente enterrada.
En el monumento a Helene Lange de la tumba honorífica del Estado de Berlín, ubicado en el cementerio Friedhof Heerstraße en Charlottenburg-Wilmersdorf (distrito de Berlín), se encuentra inscrito el nombre de Gertrud Bäumer en su recuerdo.

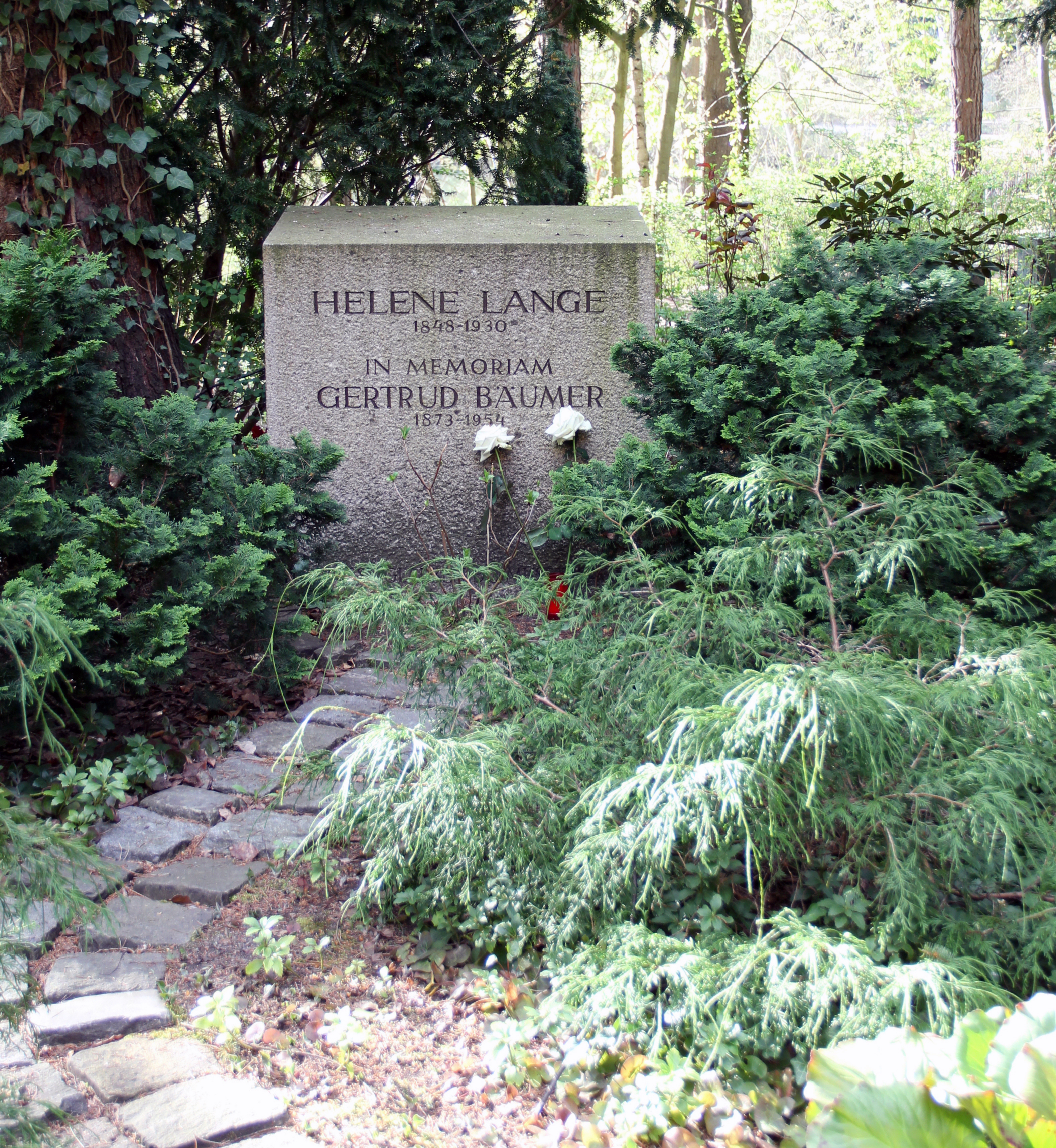
Tumba de homenaje a Helene Lange en el cementerio de la Heerstraße de Berlín-Westend con inscripción conmemorativa en honor a Gertrud Bäumer

## Homenajes
Una inscripción in memoriam rinde homenaje a Gertrud Bäumer en el monumento de la tumba de honor del estado de Berlín para Helene Lange en el cementerio de la Heerstraße en Berlín-Westend.
El nombre de Gertrud Bäumer se ha otorgado a numerosas escuelas, entre ellas:
- Instituto Gertrud-Bäumer (GBG), en Remscheid
- Escuela de formación profesional Gertrud-Bäumer, en Duisburgo
- Escuela de formación profesional Gertrud-Bäumer (distrito de La Marck), en Lüdenscheid y Plettenberg
- Escuela Gertrud-Bäumer, en Bielefeld
- Escuela práctica Gertrud-Bäumer, en Bonn
- Escuela Gertrud-Bäumer, en Essen
- Escuela práctica Gertrud-Bäumer, en Gelsenkirchen
- Escuela práctica Gertrud-Bäumer, en Dortmund
- Escuela Gertrud-Bäumer, en Karlsruhe, que hoy en día forma parte de la escuela Elisabeth-Selbert.
- Escuela de primaria Gertrud-Bäumer, en Múnich

Numerosas calles a lo largo y ancho de Alemania también llevan su nombre, por ejemplo, en su ciudad natal, Hagen-Hohenlimburg, pero también en Múnich, Wiesbaden, Lünen, Tubinga y Troisdorf.
Un sello con el retrato de Gertrud Bäumer fue emitido por la Deutsche Bundespost en 1974. Además, se bautizó con su nombre una calle del distrito de Burgweinting-Harting, en Ratisbona.

## Obras
- Handbuch der Frauenbewegung. Teil I und II (Ed. con Helene Lange). Moeser, Berlín 1901. Digitalisat.
- Die hoeheren Lehranstalten und das Maedchenschulwesen im Deutschen Reich (con Conrad Rethwisch y Rudolf Lehmann). Asher, Berlín 1904.
- Geschichte der Gymnasialkurse für Frauen zu Berlin. Moeser, Berlín 1906.
- Von der Kinderseele. Voigtländers Verlag, Leipzig 1908, junto con Lili Droescher.
- Frauenbewegung und Sexualethik. Beiträge zur modernen Ehekritik. Salzer, Heilbronn 1909.
- Die soziale Idee in den Weltanschauungen des 19. Jahrhunderts. Die Grundzüge der modernen Sozialphilosophie. Salzer, Heilbronn 1910.
- Die Frau und das geistige Leben. C.F. Amelangs Verlag, Leipzig 1911 (→ Zusammenfassung der enthaltenen Darstellung Elisabeth Siewerts.)
- Der Deutsche Frauenkongreß. Sämtliche Vorträge (Ed.), Teubner, Leipzig 1912.
- Die Frau in Volkswirtschaft und Staatsleben der Gegenwart. DVA, Stuttgart/Berlín 1914.
- Studien über Frauen. Herbig, Berlin 1921.
- Die seelische Krisis. Herbig, Berlin 1924.
- Grundlagen demokratischer Politik, G. Braun, Karlsruhe 1928.
- Deutsche Schulpolitik, G. Braun, Karlsruhe 1928.
- Heimatchronik während des Weltkrieges. Quelle & Meyer, Leipzig 1930.
- Sinn und Formen geistiger Führung. Herbig, Berlín 1930.
- Neuer Humanismus. Quelle & Meyer, Leipzig 1930.
- Lebensweg durch eine Zeitenwende. Wunderlich, Tubinga 1933.
- Männer und Frauen im geistigen Werden des deutschen Volkes. Wunderlich, Tubinga 1934.
- Adelheid – Mutter der Königreiche. Wunderlich, Tubinga 1936.
- Der Park – Geschichte eines Sommers. Herbig, Berlín 1937.
- Wolfram von Eschenbach. Cotta, Stuttgart 1938.
- Der Berg des Königs – Das Epos des langobardischen Volkes. Bruckmann, Múnich 1938.
- Die Macht der Liebe – Der Weg des Dante Alighieri. Bruckmann, Múnich 1941.
- Das Antlitz der Mutter. 32 Abbildungen, davon 4 Farbtafeln. Mit einer Einleitung von Gertrud Bäumer, Genius Verlag, Berlín 1941.
- Der ritterliche Mensch – Die Naumburger Stifterfiguren in 16 Farbaufnahmen von Walter Hege. F. A. Herbig Verlagsbuchhandlung Deutscher Kunstverlag, Berlín o.J (1941).
- Eine Woche im Mai – Sieben Tage des jungen Goethe. Wunderlich, Tubinga 1944.
- Frau Rath Goethe – Die Weisheit der Mutter. Wunderlich, Tubinga 1949.
- Die drei göttlichen Komödien des Abendlandes. Wolframs Parsifal. Dantes Divina Commedia. Goethes Faust. Regensberg, Münster 1949.
- Ricarda Huch. Wunderlich, Tubinga 1949.
- Otto I. und Adelheid. Wunderlich, Tubinga 1951.
- Das königliche Haupt. Eine Erzählung. Wunderlich, Tubinga 1951.
- Im Licht der Erinnerung. Wunderlich, Tubinga 1953 (Autobiografía).
- Des Lebens wie der Liebe Band. Briefe. Editado por Emmy Beckmann, Wunderlich, Tubinga 1956.
- Bildnis der Liebenden – Gestalt und Wandel der Frau. Wunderlich, Tubinga 1958 (El destino de figuras femeninas significativas – desde Heloise y Vittoria Colonna hasta Lou Andreas-Salomé y Eleonora Duse). Digitalisat.
- Eleonora Duse'.' Wunderlich, Tubinga 1958 (Retrato de la actriz italiana a la que Bäumer conocía personalmente).

## Literatura sobre Gertrud Bäumer
- Marie Luise Bach: Gertrud Bäumer. Biographische Daten und Texte zu einem Persönlichkeitsbild. Mit einem Vorwort von Line Kossolapow. Deutscher Studien Verlag, Weinheim 1989.
- Manfred Berger: Wer war... Gertrud Bäumer?, en: Sozialmagazin 2001/vol. 7 - 8, p. 6 - 9.
- Maximilian Buchka: Bäumer, Gertrud. En: Hugo Maier (Ed.): Who is who der Sozialen Arbeit. Lambertus, Friburgo de Brisgobia 1998. p. 64 - 68.
- Ingeborg Drewitz: Gertrud Bäumer (1873–1954). En: Hans Jürgen Schultz (Hrsg.): Frauen. Porträts aus zwei Jahrhunderten. Kreuz Verlag, Stuttgart 1987.
- Orla Maria Fels: Die deutsche bürgerliche Frauenbewegung als juristisches Phänomen dargestellt an der Erscheinung Gertrud Bäumers. Photodruck, Stuttgart 1959.
- Margit Göttert: Macht und Eros: Frauenbeziehungen und weibliche Kultur um 1900 – eine neue Perspektive auf Helene Lange und Gertrud Bäumer. Ulrike Helmer, Frankfurt/M. 2000.
- Caroline Hopf, Eva Matthes (Ed.): Helene Lange und Gertrud Bäumer. Ihr Engagement für die Frauen- und Mädchenbildung. Kommentierte Texte. Verlag Julius Klinkhardt, Bad Heilbrunn 2001.
- Caroline Hopf, Eva Matthes (Ed.): Helene Lange und Gertrud Bäumer. Ihr Beitrag zum Erziehungs- und Bildungsdiskurs vom Wilhelminischen Kaiserreich bis in die NS-Zeit. Kommentierte Texte. Verlag Julius Klinkhardt, Bad Heilbrunn 2003.
- Susanne Maurer, Wolfgang Schröer: „Ich kreise um …“ Die Bildungstheorie der Mitte am Beispiel Gertrud Bäumer. En: Liegle, Treptow (Ed.): Welten der Bildung in der Pädagogik der frühen Kindheit und in der Sozialpädagogik. Lambertus, Friburgo de Brisgobia 2002.
- Ulrike Prokop: Die Sehnsucht nach der Volkseinheit. Zum Konservativismus der bürgerlichen Frauenbewegung vor 1933. En: Gabriele Dietze (Ed.): Die Überwindung der Sprachlosigkeit: Texte aus der neuen Frauenbewegung. Luchterhand, Darmstadt 1979.
- Ulrike Prokop: Elemente des weiblichen Autoritarismus. Die Sehnsucht nach der „Volksgemeinschaft“ in der bürgerlichen Frauenbewegung vor 1933. En: Christel Eckhart, Dagmar Henze (Ed.): Sackgassen der Selbstbehauptung. Feministische Analysen zu Rechtsradikalismus und Gewalt. Jenior & Pressler, Kassel 1995.
- Angelika Schaser: Helene Lange und Gertrud Bäumer. Eine politische Lebensgemeinschaft. 2., edición revisada y ampliada, Böhlau, Köln y otros 2010. ISBN 978-3-412-09100-2.
- Angelika Schaser: Bäumer, Gertrud. En: Franklin Kopitzsch, Dirk Brietzke (Ed.): Hamburgische Biografie. Band 5. Wallstein, Gotinga 2010, ISBN 978-3-8353-0640-0, S. 35–37.
- Gabriele Starke: Das frauenpolitische Wirken Gertrud Bäumers 1910 - 1933. Dissertation der Fakultät für Philosophie und Geschichtswissenschaft, Leipzig 1993.
- Kurt Tucholsky alias Ignaz Wrobel: Old Bäumerhand, der Schrecken der Demokratie. Kommentar zur Einführung des Gesetzes zur Bewahrung der Jugend vor Schund- und Schmutzschriften. En: Die Weltbühne, 14 de diciembre de 1926, 50, p. 916.
- Marianne Weber: Vom Gestern zum Morgen. Eine Gabe für Gertrud Bäumer. Hans Bott, Berlín 1933.
- Martin Schumacher (Ed.): M.d.R. Die Reichstagsabgeordneten der Weimarer Republik in der Zeit des Nationalsozialismus. Politische Verfolgung, Emigration und Ausbürgerung, 1933–1945. Eine biographische Dokumentation. 3., edición revisada y ampliada. Droste, Düsseldorf 1994, ISBN 3-7700-5183-1.